# Shaun Deeb
Shaun Kristopher Deeb (* 1. März 1986 in Troy, New York) ist ein professioneller US-amerikanischer Pokerspieler.
Deeb hat sich mit Poker bei Live-Turnieren mehr als 12 Millionen US-Dollar erspielt. Der ehemalige Onlinepoker-Weltranglistenerste ist sechsfacher Braceletgewinner der World Series of Poker, bei der er 2018 als Spieler des Jahres ausgezeichnet wurde. Im Jahr 2019 wurde der Amerikaner als einer der 50 besten Spieler der Pokergeschichte genannt.

## Persönliches
Deeb besuchte die Troy High School und studierte später an der Bentley University in Waltham, Massachusetts. Er ist Vater von zwei Kindern und lebt in Las Vegas.

## Pokerkarriere

### Werdegang
Deeb lernte im Alter von fünf Jahren das Pokerspiel von seiner Großmutter. Seit Juli 2006 spielt er online unter den Nicknames shaundeeb (PokerStars) und tedsfishfry (Full Tilt Poker). Er ist mit mehr als 7 Millionen US-Dollar aus Turniergewinnen einer der bekanntesten Onlinespieler und stand vom 16. bis 29. Juli 2008 erstmals an der Spitze des PokerStake-Rankings, das die erfolgreichsten Onlineturnierspieler weltweit listet. Vom 12. August bis 23. September 2009 konnte er sich erneut für 6 Wochen auf dem ersten Platz halten. Auf PokerStars gewann der Amerikaner fünf Titel bei der Spring Championship of Online Poker, davon allein vier im Jahr 2012. Bei der World Championship of Online Poker (WCOOP) siegte er achtmal und steht damit hinter Denis Strebkow auf Platz zwei der WCOOP-Rekordsieger.
Seine erste Geldplatzierung bei einem Live-Turnier erzielte Deeb Ende November 2006 in Verona, New York. Im Juni 2007 war er erstmals bei der World Series of Poker (WSOP) im Rio All-Suite Hotel and Casino am Las Vegas Strip erfolgreich und kam viermal in der Variante No Limit Hold’em ins Geld. Bei der WSOP 2012 erreichte der Amerikaner erstmals einen Finaltisch und beendete ein Event in Pot Limit Hold’em auf dem mit rund 85.000 US-Dollar dotierten sechsten Platz. Im Januar 2013 kam Deeb beim High-Roller-Event des PokerStars Caribbean Adventures auf den Bahamas an den Finaltisch und erhielt für seinen fünften Platz knapp 300.000 US-Dollar. Bei der WSOP 2015 gewann er die Pot Limit Hold’em Championship und damit sein erstes Bracelet sowie eine Siegprämie von über 300.000 US-Dollar. Ende Juni 2016 sicherte er sich sein zweites Bracelet und gewann ein Turnier in Seven Card Stud mit einem Hauptpreis von über 110.000 US-Dollar. Bei der WSOP 2018 gewann der Amerikaner das 25.000 US-Dollar teure Pot-Limit Omaha High Roller und erhielt neben seinem dritten Bracelet eine Siegprämie von mehr als 1,4 Millionen US-Dollar. Anschließend setzte er sich auch bei der No-Limit Hold’em 6-Handed Championship durch und sicherte sich ein weiteres Bracelet sowie ein Preisgeld von mehr als 800.000 US-Dollar. Damit übernahm er auch die Führung beim Ranking des WSOP Player of the Year. Mitte August 2018 wurde Deeb beim High Roller der Seminole Hard Rock Poker Open in Hollywood Zweiter und erhielt ein Preisgeld von rund 535.000 US-Dollar. Mit vier Geldplatzierungen bei der World Series of Poker Europe im King’s Resort in Rozvadov festigte er im Oktober 2018 seine Spitzenposition und wurde mit insgesamt 2 Bracelets, 4 Finaltischen, 20 Cashes und Preisgeldern von mehr als 2,5 Millionen US-Dollar als WSOP Player of the Year ausgezeichnet. Im Rahmen der 50. Austragung der World Series of Poker wurde der Amerikaner im Juni 2019 als einer der 50 besten Spieler der Pokergeschichte genannt. Mitte August 2019 gewann er das High Roller der Seminole Hard Rock Poker Open und sicherte sich eine Siegprämie von knapp 780.000 US-Dollar. Bei der WSOP 2021 entschied Deeb zum zweiten Mal das Pot-Limit Omaha High Roller für sich und erhielt sein fünftes Bracelet und den Hauptpreis von über 1,2 Millionen US-Dollar. Im November 2022 erzielte er bei der World Series of Poker Europe in Rozvadov sieben Geldplatzierungen. Der Amerikaner belegte beim Platinum High Roller, dem Diamond High Roller und im Main Event, den drei teuersten Turnieren auf dem Turnierplan, jeweils den dritten Rang und durchbrach mit Auszahlungen von über 1,1 Millionen Euro die Marke von 10 Millionen US-Dollar an kumulierten Turnierpreisgeldern. Bei der mittlerweile im Horseshoe Las Vegas und Paris Las Vegas ausgespielten WSOP 2023 gewann der Amerikaner bei einem Turnier in 8-Game sein sechstes Bracelet sowie die Siegprämie von rund 200.000 US-Dollar. Insgesamt erzielte er bei der Turnierserie 24 Geldplatzierungen und belegte den zweiten Platz beim WSOP Player of the Year.

### Preisgeldübersicht

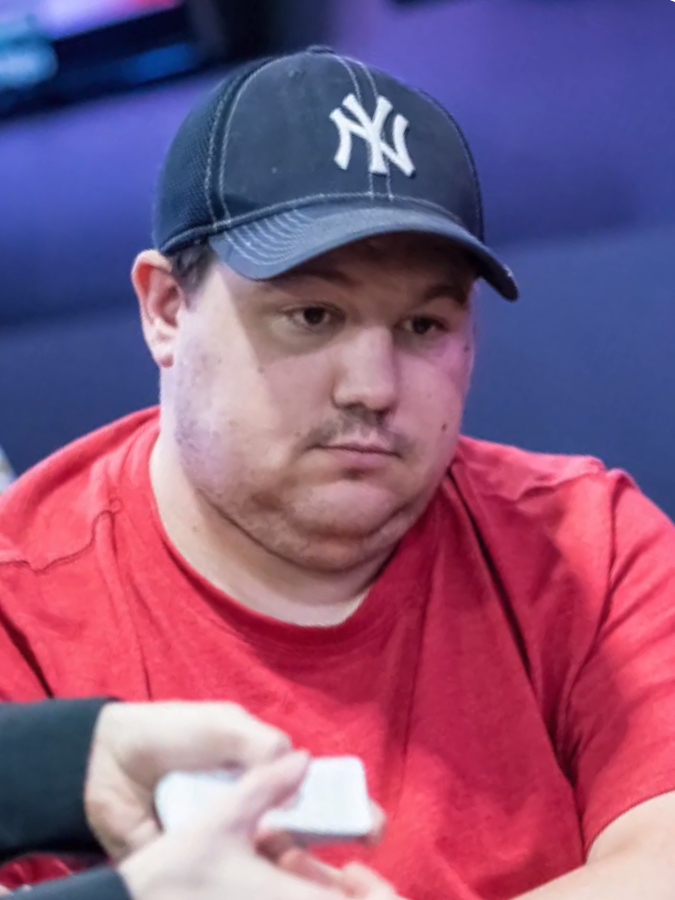
Deeb bei den Borgata Winter Poker Open (2017)

| Jahr   | Preisgeld (in $) | Turniersiege |
| ------ | ---------------- | ------------ |
| 2006   | 1.791            | 0            |
| 2007   | 113.507          | 1            |
| 2008   | 45.472           | 1            |
| 2009   | 223.973          | 1            |
| 2010   | 19.560           | 0            |
| 2011   | 296.849          | 0            |
| 2012   | 197.609          | 0            |
| 2013   | 533.062          | 1            |
| 2014   | 87.411           | 1            |
| 2015   | 594.958          | 1            |
| 2016   | 238.653          | 1            |
| 2017   | 539.135          | 1            |
| 2018   | 3.200.227        | 2            |
| 2019   | 1.621.805        | 1            |
| 2020   | 0                | 0            |
| 2021   | 1.560.228        | 1            |
| 2022   | 1.675.533        | 0            |
| 2023   | 1.391.207        | 5            |
| gesamt | 12.340.980       | 17           |

### Braceletübersicht
Deeb kam bei der WSOP 161-mal ins Geld und gewann sechs Bracelets:
| Jahr | Buy-in (in $) | Turnier                                                | Teilnehmer | Preisgeld (in $) |
| ---- | ------------- | ------------------------------------------------------ | ---------- | ---------------- |
| 2015 | 10.000        | Pot-Limit Hold’em Championship                         | 128        | 0.318.857        |
| 2016 | 01.500        | Seven Card Stud                                        | 331        | 0.111.101        |
| 2018 | 25.000        | Pot-Limit Omaha 8-Handed High Roller                   | 230        | 1.402.683        |
| 2018 | 10.000        | Big Blind Antes No-Limit Hold’em 6-Handed Championship | 355        | 0.814.179        |
| 2021 | 25.000        | High Roller Pot-Limit Omaha (8-Handed)                 | 212        | 1.251.860        |
| 2023 | 01.500        | Eight Game Mix 6-Handed                                | 789        | 0.198.854        |